# Katastrofa v tovarni Phillips (1989)
Phillijska katastrofa je skupno ime za serijo uničujočih eksplozij in požarov 23.oktobra leta 1989 blizu Houston Ship Channel v kraju Pasadena, Teksas, Združene države Amerike. Začetni udar je imel magnitudo 3,5 po Richterjevi lestvici, za požar pa so porabili 10 ur da so ga spravili pod nadzor. 23 zaposlenih je bilo mrtvih in 314 poškodovanih.

## Pred katastrofo
Ustanova je proizvajala približno 6,800,000 t na leto polietilena visoke gostote (HDPE oz. PEHD), plastika, ki se je uporabljala za embalažo mleka in druge vsebine. Ustanova  Huston chemical complex (HCC) je imela 905 zaposlenih in približno 600 dnevno- pogodbeno zaposlenih, ki so bili zaposleni primarno v običajnih vzdrževalnih delih in v novem obratu tovarne.

## Vzrok
Nesreča je bila posledica izpusta ekstremno vnetljivih obdelanih plinov, ki so se pojavili med običajnimi vzdrževalnimi operacijami na enem od reaktor polietilena. Več kot 39 ton visoko vnetljivih plinov je bilo sproščenih skozi odprt ventil v trenutku.
Med rutinskim vzdrževanjem so bili izolacijski ventili zaprti, stisnjene zračne cevi, ki jih aktivirajo fizično pa izklopljene, kot varnostni ukrep. Zračne povezave za odpiranje in zapiranje tega ventila so bile identične in nepravilno obrnjene, ko so bile nazadnje priključene. Kot posledica tega, ventil bi bil odprt, ko bi bilo stikalo v poziciji »ventil zaprt«. Potem, ventil je bil odprt, ko je bilo pričakovano, da bo ostal zaprt in s tem na koncu odpravili vsebino reaktorja v zrak.
Oblikoval se je oblak pare in hitro potoval skozi obrat polietilena. V 90-120 sekundah je oblak pare prišel v stik z virom vžiga in eksplodiral z močjo 2.4 tone TNT-ja. 10 do 15 minut kasneje, je sledila eksplozija 76000 litrske cisterne izobutana, potem katastrofalen neuspeh drugega polietilen reaktorja in na koncu še druge eksplozije, skupno verjetno 6 eksplozij.

## Eksplozije
Incident se je začel približno ob 13:00 23.oktobra 1989, 1400 Jefferson Road, Passadena, Texas 77506. Masivna in uničujoča eksplozija in požar sta uničila Phillips 66 (HCC),  ubila 23 oseb – vsi delali v ustanovi – in poškodovala 314 drugih (185 zaposlenih v Phillips 66 in 129 zaposlenih na pogodbo). Poleg izgube življenj in poškodb, je eksplozija prizadela tudi ostale ustanove znotraj kompleksa podjetij in povzročila 715.5 milijonov dolarjev škode plus dodatna izguba poslovanja, ocenjena na 700 milijonov dolarjev. Dva proizvodna obrata polietilena, najbližje udaru, sta bila uničena,  administrativna stavba HCC, oddaljena malo manj kot kilometer, pa je imela razbita stekla in izbite opeke. Prva eksplozija je bila enakovredna potresu registracije 3,5 po Richtarjvi lestvici in je vrgla razbitine tudi 9 kilometrov daleč.

## Hiter odziv
Prvi odziv je bil s strani gasilske brigade podjetja Phillips 66, ki se je kmalu pridružila (CIMA) organizaciji medsebojne pomoči. Sodelujoče vladne agencije so bile Texas Air Control Board, Harris County Pollution Control Board, Federal Aviation Administration (FAA), U.S. Coast Guard, Occupational Safety and Health Administration (OSHA) and U.S. Environmental Protection Agency (EPA).

## Gasilstvo
Sistem za gašenje v HCC je bil del procesa vodnega sistema. Ko se je pojavila prva eksplozija, so bili nekateri hidranti iztrgani iz zemlje zaradi masivnega udara. Rezultat je bil neustrezen pritisk vode za gašenje. Zaporni ventili, ki bi lahko bili uporabljeni za preprečitev izgube vode iz počenih linij, so bili izven dosega v gorečih razbitinah.